# Романова, Нина Александровна
Нина Александровна Романова (до 1963 — Задорожная; род. 8 марта 1940, Пятихатки, Днепропетровская область) — советская волейболистка. Связующая. Игрок одесского «Буревестника» (1957—1963) и сборной СССР (1960—1963). Серебряный призёр чемпионата мира по волейболу среди женщин 1962, победительница Всемирной Универсиады 1961. Почётный мастер спорта СССР (1962).
Начала заниматься волейболом в 15 лет, уже находясь в Вильнюсе, куда её семья переехала после войны. Через год после начала занятий выступала в составе сборной Литовской ССР на Спартакиаде школьников СССР. В 1957 году, после переезда на Украину, главный тренер одесского «Буревестника» Евгений Горбачёв пригласил её в свою команду, за которую волейболистка выступала в течение всей своей игровой карьеры.
Чемпионка СССР 1961, бронзовый призёр чемпионата СССР по волейболу 1962.
Вошла в десятку лучших волейболисток Одессы XX века.
После окончания карьеры в 1963 году вышла замуж за одесского футболиста Юрия Романова. Работала в Институте глазных болезней имени Филатова, в одесском Пединституте (сейчас – Южноукраинский государственный педагогический университет им. К. Д. Ушинского). 
Сейчас – начальник научного отдела Одесского национального медицинского университета. 
Кандидат медицинских наук.